# Oldřich Kužílek
Oldřich Kužílek (* 4. ledna 1956 Praha) je poradce pro otevřenost veřejné správy a ochranu soukromí, bývalý divadelní režisér, rozhlasový moderátor, český a československý politik za Občanské fórum, později za ODA, poslanec Federálního shromáždění, později České národní rady a Poslanecké sněmovny. Od roku 2014 je zastupitelem městské části Praha 6 za hnutí STAN. Jako zástupce organizace Otevřená společnost je odborným garantem Rekonstrukce státu.

## Život
V roce 1981 absolvoval Fakultu stavební ČVUT (pozemní stavitelství) a v roce 1986 Divadelní fakultu AMU (divadelní a rozhlasová režie) v Praze. V roce 1986 působil krátce jako učitel na LŠU, v letech 1986–1989 jako divadelní režisér v Praze a Hradci Králové. Profesně je k roku 1990 uváděn jako člen Klicperova divadla, bytem Praha.
Od listopadu 1989 patřil mezi hlavní postavy Občanského fóra v Hradci Králové. V lednu 1990 zasedl do Sněmovny lidu v rámci procesu kooptací do Federálního shromáždění po sametové revoluci do Sněmovny lidu (volební obvod č. 67 – Hradec Králové, Východočeský kraj), jako bezpartijní poslanec, respektive poslanec za Občanské fórum. Ve Federálním shromáždění setrval do konce funkčního období, tedy do svobodných voleb roku 1990. Ve federálním parlamentu zasedal v kulturním výboru. Působil coby zástupce Michaela Kocába při vyjednávání o odsunu sovětské armády.
Ve volbách roku 1990 usedl Oldřich Kužílek do České národní rady (členem bezpečnostního výboru). Zvolen byl za Občanské fórum, po jeho rozkladu byl od roku 1991 členem Občanské demokratické aliance a v období let 1992–1994 předsedou poslaneckého klubu ODA. Mandát obhájil ve volbách roku 1992 a v České národní radě setrval až do konce její existence, tedy do zániku Československa v prosinci 1992, přičemž pak po vzniku samostatné České republiky se ČNR transformovala v Poslaneckou sněmovnu Parlamentu ČR. Byl místopředsedou branného a bezpečnostního výboru. Zároveň v letech 1991–1996 působil jako předseda komise pro kontrolu odposlechů.
V dolní komoře českého parlamentu se objevil za ODA i po volbách v roce 1996. Mandát nabyl až dodatečně v prosinci 1996 poté, co na poslanecké křeslo rezignoval Jan Kalvoda. V mezidobí na podzim roku 1996 neúspěšně kandidoval do Senátu za ODA na Praze 11. V parlamentu setrval až do konce funkčního období, tedy do voleb v roce 1998 (rozpuštění sněmovny v roce 1998 po pádu vlády Václava Klause). V letech 2002 až 2010 byl členem zastupitelstva městské části Praha 6. Byl dlouho členem krajského výboru ODA Praha. V prosinci 1999 byl zvolen předsedou politického grémia ODA a místopředsedou ODA se zaměřením na program (funkci zastával do roku 2001). V červnu 2001 ho celostátní konference znovu zvolila místopředsedou ODA (na postu setrval do roku 2003).
Spolu s Michaelem Žantovským je autorem zákona č. 106/1999 Sb., o svobodném přístupu k informacím. Od roku 1997 je poradcem a školitelem pro oblast přístupu k informacím a otevřenost veřejné správy. Od roku 2000 koordinuje projekt Otevřete.cz, web pro otevřenost veřejné správy organizace Otevřená společnost o. p. s. Věnuje se též ochraně soukromí (poradenství, komentáře). V letech 2006 až 2012 byl členem, posléze poradcem Stálé komise Senátu pro ochranu soukromí. Od roku 2007 je členem Rady vlády pro lidská práva. Od roku 2011 je členem poradního sboru místopředsedkyně vlády pro boj s korupcí.
Pod pseudonymem Olaf Lávka působil v letech 1996 až 2000 jako autor a moderátor už neexistujícího Rádia Limonádový Joe. Spolu s Ester Kočičkovou pravidelně vystupoval na rozhlasové stanici Radiožurnál v pořadu Ptá se Ester Kočičková/Olaf Lávka až do zrušení pořadu koncem roku 2007. Od roku 2007 se podílí na přípravě pořadů zaměřených na otevřenost veřejné správy v rámci rozhlasového cyklu Zaostřeno na občana stanice Český rozhlas 6 (s Ivanou Denčevovou).
V březnu 2017 kandidoval do Rady České televize, avšak ve volbě v červnu 2017 neuspěl. V komunálních volbách v roce 2014 byl zvolen jako nestraník za hnutí STAN zastupitelem městské části Praha 6. Později do hnutí vstoupil a post zastupitele městské části ve volbách v roce 2018 obhájil. Následně se v listopadu 2018 stal uvolněným zastupitelem a předsedou Výboru pro otevřenost, média a participaci. V senátních volbách 2016 podporoval kandidaturu Radima Špačka v obvodě č. 40 – Kutná Hora.
V komunálních volbách v roce 2022 obhájil jako člen hnutí STAN post zastupitele městské části Praha 6, a to na kandidátce subjektu „STAN s podporou Zelených“.